# ノーリアン
| 累代        | 代     | 紀       | 世           | 期                     | 基底年代 Mya |
| ----------- | ------ | -------- | ------------ | ---------------------- | ------------ |
| 顕生代      | 新生代 | 新生代   | 新生代       |                        | 66           |
| 顕生代      | 中生代 | 白亜紀   | 後期白亜紀   | マーストリヒチアン     | 72.1         |
| 顕生代      | 中生代 | 白亜紀   | 後期白亜紀   | カンパニアン           | 83.6         |
| 顕生代      | 中生代 | 白亜紀   | 後期白亜紀   | サントニアン           | 86.3         |
| 顕生代      | 中生代 | 白亜紀   | 後期白亜紀   | コニアシアン           | 89.8         |
| 顕生代      | 中生代 | 白亜紀   | 後期白亜紀   | チューロニアン         | 93.9         |
| 顕生代      | 中生代 | 白亜紀   | 後期白亜紀   | セノマニアン           | 100.5        |
| 顕生代      | 中生代 | 白亜紀   | 前期白亜紀   | アルビアン             | 113          |
| 顕生代      | 中生代 | 白亜紀   | 前期白亜紀   | アプチアン             | 125          |
| 顕生代      | 中生代 | 白亜紀   | 前期白亜紀   | バレミアン             | 129.4        |
| 顕生代      | 中生代 | 白亜紀   | 前期白亜紀   | オーテリビアン         | 132.9        |
| 顕生代      | 中生代 | 白亜紀   | 前期白亜紀   | バランギニアン         | 139.8        |
| 顕生代      | 中生代 | 白亜紀   | 前期白亜紀   | ベリアシアン           | 145          |
| 顕生代      | 中生代 | ジュラ紀 | 後期ジュラ紀 | チトニアン             | 152.1        |
| 顕生代      | 中生代 | ジュラ紀 | 後期ジュラ紀 | キンメリッジアン       | 157.3        |
| 顕生代      | 中生代 | ジュラ紀 | 後期ジュラ紀 | オックスフォーディアン | 163.5        |
| 顕生代      | 中生代 | ジュラ紀 | 中期ジュラ紀 | カロビアン             | 166.1        |
| 顕生代      | 中生代 | ジュラ紀 | 中期ジュラ紀 | バトニアン             | 168.3        |
| 顕生代      | 中生代 | ジュラ紀 | 中期ジュラ紀 | バッジョシアン         | 170.3        |
| 顕生代      | 中生代 | ジュラ紀 | 中期ジュラ紀 | アーレニアン           | 174.1        |
| 顕生代      | 中生代 | ジュラ紀 | 前期ジュラ紀 | トアルシアン           | 182.7        |
| 顕生代      | 中生代 | ジュラ紀 | 前期ジュラ紀 | プリンスバッキアン     | 190.8        |
| 顕生代      | 中生代 | ジュラ紀 | 前期ジュラ紀 | シネムーリアン         | 199.3        |
| 顕生代      | 中生代 | ジュラ紀 | 前期ジュラ紀 | ヘッタンギアン         | 201.3        |
| 顕生代      | 中生代 | 三畳紀   | 後期三畳紀   | レーティアン           | 208.5        |
| 顕生代      | 中生代 | 三畳紀   | 後期三畳紀   | ノーリアン             | 227          |
| 顕生代      | 中生代 | 三畳紀   | 後期三畳紀   | カーニアン             | 237          |
| 顕生代      | 中生代 | 三畳紀   | 中期三畳紀   | ラディニアン           | 242          |
| 顕生代      | 中生代 | 三畳紀   | 中期三畳紀   | アニシアン             | 247.2        |
| 顕生代      | 中生代 | 三畳紀   | 前期三畳紀   | オレネキアン           | 251.2        |
| 顕生代      | 中生代 | 三畳紀   | 前期三畳紀   | インドゥアン           | 251.902      |
| 顕生代      | 古生代 | 古生代   | 古生代       |                        | 541          |
| 原生代      | 原生代 | 原生代   | 原生代       |                        | 2500         |
| 太古代      | 太古代 | 太古代   | 太古代       |                        | 4000         |
| 冥王代      | 冥王代 | 冥王代   | 冥王代       |                        | 4600         |
| 1. 2. 3. 4. |        |          |              |                        |              |

ノーリアン（英語: Norian、ノール期）は、約2億2700万年前から約2億850万年前にあたる後期三畳紀の地質時代の一つ。名称はオーストリアを流れるドナウ川南側のローマ時代の古地名に由来する。なお、「ノール階」という名称があるが、時代を示すものではない。「階」は地層に対して当てられる単位（層序名）であり、層序名「ノール階」と時代名「ノール期」は対を成す関係である。詳しくは「累代」を参照のこと。

## 出来事

### 隕石衝突
約2億1500万年前には直径3.3 - 7.8キロメートルと推定される巨大隕石が地球に衝突した。岐阜県坂祝町および大分県津久見市に分布する粘土岩からは高オスミウム濃度と低オスミウム同位体比(187Os/188Os)が検出されており、これが地球外から飛来した隕石に特有の特徴であることから、隕石由来のオスミウムが海洋に供給されて海底に堆積したことが判明している。また、前述の直径は推定されたオスミウム供給量から導かれた数値である。隕石衝突後の数万年間は生物による基礎生産が著しく低迷し、基礎生産が回復した後も放散虫の生産量の回復には30万年を要した。放散虫に隕石衝突前後で大規模な種の変遷が見られたほか、三畳紀のアンモナイトや海綿動物およびコノドントに影響が及んだとされている。

## 生物
カーニアンからヘッタンギアンにかけては二枚貝の科数が急激に増大した時期にあたる。一方で、三畳紀で最も繁栄したアンモナイトであるセラタイト目はノーリアンで多様性を大きく失い、続くレーティアンで絶滅した。
タイ王国のコラート層群のナム・ポン累層はノーリアン - レーティアン階に相当し、プー・クラドゥエン地域に分布する同層の石灰質泥岩からは1個体の恐竜による6個の足跡化石が発見されている。足跡の長さは41.5センチメートル、歩長260センチメートルで、腰高240センチメートルの大型獣脚類が時速約5キロメートルで歩行していたと考えられている。同層から獣脚類の体化石は産出していないものの、この足跡化石の発見により、後期三畳紀のタイ王国北東部に大型獣脚類が生息していたことが示された。

## 日本において
岐阜県犬山地域に分布する美濃帯上部三畳系はノーリアンの前期/中期境界を除いてカーニアンからT-J境界まで古地磁気が観確認されており、三畳系のうちセクションH・R・Kはカーニアンからノーリアンにかけては北半球の低緯度、レーティアンでは北半球の高緯度で堆積したことが示唆されている。また、後期ノーリアンは堆積速度が前後の期よりも相対的に速かった。愛知県蔵王山の石灰岩からは前期ノーリアンに産出が限られるコノドントの Norigondolella navicula と思われる化石が得られており、当該の石灰岩は前期ノーリアン階に相当するとされる。
山口県の秋吉帯を構成する陸棚堆積物は大嶺地域・厚保地域・厚狭地域に分布し、このうち大嶺地域の三畳系は1939年に平原層・桃ノ木層・麻生層に区分けされ、うち麻生層はカーニアン - ノーリアンあるいはレーティアン階とされた。四国では中央部に分布する黒瀬川構造体の伊野累層から前期ノーリアンの Palaeosaturnalis latiannulalus をはじめとする複数種の放散虫化石が得られ、同層は前期ノーリアン階に相当するとされた。
鹿児島県日置市の久多島を構成する石灰岩からは下部 - 中部ノーリアン階で記載されるコノドント Epigondolella spatulata や E. postera および E. matthewi などが産出し、前期 - 中期ノーリアンで堆積したとされる。この他に九州地方では宮崎県高千穂町黒仁田からノーリアンのメガロドン（二枚貝）が2002年に報告されており、これは宮崎県内初のメガロドンの産出となった。メガロドンは熊本県五木村元井谷最上流部の三宝山サブテレーンの石灰岩層からも産出し、同層がノーリアン階に相当することを示している。